# Changle (köpinghuvudort i Kina, Zhejiang Sheng, lat 29,46, long 120,61)
Changle (kinesiska: 长乐, 长乐镇) är en köpinghuvudort i Kina. Den ligger i provinsen Zhejiang, i den östra delen av landet, omkring 98 kilometer sydost om provinshuvudstaden Hangzhou. Antalet invånare är 59 174. Befolkningen består av 28 762 kvinnor och 30 412 män. Barn under 15 år utgör 11,0 %, vuxna 15-64 år 75 %, och äldre över 65 år 13,0 %.
Runt Changle är det tätbefolkat, med 343 invånare per kvadratkilometer. Närmaste större samhälle är Ganlin, 12,3 km nordost om Changle. Trakten runt Changle består till största delen av jordbruksmark.
Genomsnittlig årsnederbörd är 2 209 millimeter. Den regnigaste månaden är juni, med i genomsnitt 377 mm nederbörd, och den torraste är januari, med 70 mm nederbörd.